# テスト効果
テスト効果（英: Testing effect）は、単に情報を聞いたり書いたりするのに比べ、情報を思い出す（検索する）行為をする結果として記憶が強化されることをいう。この効果は「検索練習（retrieval practice）」や、「テスト強化学習（test-enhanced learning）」ともいわれることがある。
テスト効果について多くの研究が実験心理学者によってなされている。そういった研究のひとつに、被験者に手がかり刺激語(stimulus word)と反応語(response word)を見せ、2つの間の関係の学習を求めるものがある。例えば、統制群では10秒間コンピュータ画面上に2つの語を同時に見せる標準的なテストを行う。それに対して、手がかり刺激語のみをまず5秒間見せ、その後5秒間両方の語を見せるようにするテストを比較する。後者がすべての情報をより長く見せているはずの前者のテストと比べ、極めてよい（手がかり刺激語が反応語を想起させるという）連想記憶を作り出す結果が得られている。学習したことが前頭葉のワーキングメモリに残っていると、いくら記憶が明晰でも後で忘れてしまう可能性が高いので、大脳皮質をすべて使う長期記憶に記憶させるために、検索練習のテスト効果を利用できる。
最近の研究では、このテストが最初の記憶強化だけではなく忘却をスローダウンさせることが発見されている。